# Der Trotzkopf (1983)
Der Trotzkopf ist eine achtteilige deutsch-österreichische Jugend- und Familienfernsehserie von Regisseur Helmuth Ashley aus dem Jahr 1983 mit Anja Schüte in der Hauptrolle. Als Vorlage dienten der gleichnamige Roman der Schriftstellerin Emmy von Rhoden und dessen Fortsetzung Trotzkopfs Brautzeit von Else Wildhagen. Das Drehbuch schrieben Rudolf Nottebohm und Irene Rodrian, die Musik wurde von Martin Böttcher komponiert. Die Erstausstrahlung der Koproduktion des Bayerischen Rundfunks mit der Infafilm GmbH München und dem Österreichischen Rundfunk lief ab dem 1. August 1983 im Deutschen Fernsehen.

## Handlung
Am Ende des 19. Jahrhunderts: Die sechzehnjährige Ilse Macket lebt mit ihrem Vater und ihrer Stiefmutter auf einem Landgut. Ilse ist ein wildes, lebenslustiges Mädchen, das nur Flausen im Kopf hat. Sie klettert auf Bäume, reitet ohne Sattel, tollt mit den Hunden herum und hält sich in ihrem Zimmer einen Laubfrosch in einem Glas. Ihr Vater ist in seiner Erziehung sehr nachgiebig und so widersetzt Ilse sich häufig seinen Anordnungen, gibt ihrer Stiefmutter freche Antworten und reagiert trotzig, wenn sie ihren Willen mal nicht durchzusetzen vermag.
Auf Anregung des befreundeten Pfarrers Wollert melden sie die Eltern deshalb zum 1. Juli am Mädchenpensionat von Fräulein Raimar an. Dort angekommen wird Ilse gleich am ersten Tag wegen ihrer schlechten Tischmanieren von den anderen Schülerinnen ausgelacht. Auch merkt sie bald, dass die anderen Mädchen viel gebildeter und geschickter sind. Ilse bekommt großes Heimweh und würde am liebsten sofort wieder abreisen. In dieser schweren Zeit steht ihre englische Zimmergenossin Ellinor Grey, genannt „Nellie“, ihr bei und die beiden werden Freundinnen. Auch in ihrer Lehrerin, Fräulein Güssow, findet Ilse eine Vertraute.
Als Ilse von Fräulein Raimar in der Handarbeitsstunde für ihre schlampige Strickarbeit getadelt wird, reagiert Ilse mit einem Wutanfall und riskiert damit, des Pensionats verwiesen zu werden. Fräulein Güssow erzählt Ilse daraufhin von ihrer eigenen Lebensgeschichte. Sie sei Ilse sehr ähnlich gewesen und habe, weil sie zu stolz gewesen sei, den Mann verloren, den sie einmal geliebt habe. Auf sich allein gestellt, habe sie deshalb die Stellung als Lehrerin annehmen müssen. Fräulein Güssows Schicksal inspiriert Ilse dazu, sich bei Fräulein Raimar zu entschuldigen und ihr trotziges Verhalten zu ändern. Von nun an gelingt es ihr immer besser, sich an die strengen Regeln des Pensionats zu halten. Kurz vor Weihnachten kommt die kleine Lili ins Pensionat und wird vor allem von Ilse sofort ins Herz geschlossen. Kurz darauf erkrankt Lili an einer Hirnhautentzündung und stirbt. Ilse ist untröstlich und wieder steht Nellie ihr bei.
Das Jahr im Pensionat neigt sich dem Ende zu und Ilse muss Abschied nehmen von ihren Freundinnen Nellie, Orla, Flora und Rosi. Auf der Heimreise legt Ilse einen Zwischenstopp bei der Landratsfamilie Gontrau ein und lernt deren Sohn Leo kennen. Die beiden verlieben sich ineinander. Zurück auf dem Landgut der Mackets lernt Ilse ihr inzwischen zur Welt gekommenes Brüderchen kennen. Ihre Eltern staunen, dass aus ihrer wilden Tochter eine junge Dame geworden ist. Das Erntedankfest feiern die Mackets mit den Gontraus, und Ilse und Leo nutzen die Gelegenheit, um ihre Verlobung zu verkünden. Das junge Paar gerät jedoch bald in einen heftigen Streit. Leo erwartet, dass Ilse sich den gesellschaftlichen Verpflichtungen einer Beamtengattin fügt. Ilse glaubt deshalb, dass Leo sie nicht liebt. Wütend packt sie ihre Koffer und reist zu Nellie, die inzwischen mit ihrem ehemaligen Deutschlehrer Dr. Althoff verheiratet ist und in Fürstenberg lebt. Auch Flora und Rosi leben mit ihren Männern, die beide unter dem Pantoffel ihrer Gattinnen stehen, in der Nähe und Ilse freut sich über das Wiedersehen mit ihren Freundinnen.
Nur Nellie vertraut sie den wahren Grund ihres Besuchs an. Nellie hält es zwar für das Beste, Ilse würde zu Leo zurückkehren und sich mit ihm aussprechen, doch sie lässt Ilse so lange bei sich wohnen, wie diese möchte. Durch ein Telegramm von Dr. Althoff erfahren die Mackets und Leo, dass Ilse bei Nellie ist. Ilses Vater will sofort mit Leo nach Fürstenberg fahren, doch Leo will dieses Mal nicht den ersten Schritt tun und Ilse die Entscheidung überlassen, ob sie zu ihm zurückkehrt. Als Ilse einen Streit zwischen Nellie und Dr. Althoff miterlebt, kann sie nicht verstehen, wie Nellie sich von ihrem Mann so behandeln lassen kann. Nellie hat jedoch Verständnis für ihren Mann und erklärt Ilse, dass man sich in einer Ehe gegenseitig unterstützen und für einander da sein müsse. Doch obwohl Ilse unglücklich ist und Leo vermisst, ist sie noch zu stolz, um ihm zu schreiben.
Bei einem Empfang von Flora treffen Ilse und Nellie auf ihre Schulfreundin Orla, die bald ein Medizinstudium aufnehmen möchte. Außerdem lernt Ilse Dr. Andres kennen und es stellt sich heraus, dass er ein Studienfreund von Leo ist. Ohne zu ahnen, dass Ilse Leos Verlobte ist, erzählt Dr. Andres, dass er sich Leo nicht als biederen Ehemann vorstellen könne, da er schon vielen Frauen den Hof gemacht habe. Ilse reagiert gekränkt. Bald darauf trifft sich die Gesellschaft zu einer Schlittenfahrt wieder, auf der sich Orla und Dr. Andres näherkommen. Beim anschließenden Punschtrinken im Haus der Althoffs muss Ilse die Annäherungsversuche des unsympathischen und zudringlichen Herrn Lüders abwehren. Danach bricht sie weinend vor Nellie und Orla zusammen und gesteht ihnen, dass sie Leo liebt. Auf Anraten ihrer Freundinnen fährt Ilse schließlich zu Leo und bittet ihn um Verzeihung. Im folgenden Sommer heiraten die beiden im Kreis ihrer Familien und Freunde. Auch Fräulein Raimar und Fräulein Güssow sind unter den Gästen.

## Episodenliste
Die 25-minütigen Folgen liefen bei ihrer Erstausstrahlung immer montags um 17.20 Uhr in der ARD. Später wurden die acht Episoden auch zusammengefasst als zweiteiliger Film im Fernsehen gezeigt.
| Episode | Titel           | Erstausstrahlung   |
| ------- | --------------- | ------------------ |
| 1       | Abschied        | 1. August 1983     |
| 2       | Heimweh         | 8. August 1983     |
| 3       | Das Gespenst    | 15. August 1983    |
| 4       | Die kleine Lili | 22. August 1983    |
| 5       | Erste Liebe     | 29. August 1983    |
| 6       | Verlobung       | 5. September 1983  |
| 7       | Trennung        | 12. September 1983 |
| 8       | Hochzeit        | 19. September 1983 |

## Hintergrundinformationen
Die Dreharbeiten begannen 1981 in München und Umgebung. Als Kulisse für das Landgut der Mackets und die Hochzeit diente unter anderem Schloss Blumenthal bei Aichach. Die Außenszenen, die in der Stadt Fürstenberg spielen sollen, wurden in Rothenburg ob der Tauber gedreht. Schloss Schönborn in Niederösterreich diente als Drehort für das Mädchenpensionat. Die Produktion wurde 1982 fertiggestellt.
Anja Schüte war durch den Spielfilm Zärtliche Cousinen (1980) bekannt geworden. Mit Der Trotzkopf gelang ihr der endgültige Durchbruch als Fernsehschauspielerin. Die Schauspielerin Emely Reuer, die Ilses Stiefmutter in der Serie verkörperte, war mit dem Regisseur Helmuth Ashley liiert und starb kurz nach den Dreharbeiten.
Die englische Schauspielerin Linda Joy sprach in ihrer Rolle als Nellie während der Zeit im Pensionat mit starkem englischen Akzent und das Drehbuch ließ sie viele sprachliche Fehler begehen („Ich beiße Äpfel“). In Wirklichkeit spricht Joy nahezu perfektes Deutsch, da sie in Österreich aufwuchs.